# Maison des Galvachers
La maison des Galvachers est située en France dans la commune d'Anost, dans le département de Saône-et-Loire en Bourgogne-Franche-Comté.
Créée en 1994, elle est la 2e maison à thème du réseau de l'écomusée du Morvan.

## La galvache: une spécialité morvandelle
La maison des Galvachers retrace l'histoire des galvachers, ces agriculteurs charretiers migrants qui, de mai à octobre de chaque année, parcouraient les régions voisines du Morvan afin de vendre leurs services, accompagnés de leurs bœufs « rouge du Morvan ».
Avec son exposition très documentée, la maison des Galvachers permet de découvrir ce métier étonnant qui a connu un grand essor au cours du XIXe siècle avant de disparaître dans les années 1940.